# Stahnkeus subtilimanus
Espèce
Synonymes
- Vaejovis subtilimanus Soleglad, 1972
- Serradigitus subtilimanus (Soleglad, 1972)

Stahnkeus subtilimanus est une espèce de scorpions de la famille des Vaejovidae.

## Distribution
Cette espèce se rencontre aux États-Unis dans le Sud de la Californie et dans le Sud-Ouest de l'Arizona et au Mexique dans le Nord-Ouest du Sonora dans le Nord de la Basse-Californie,.

## Description
Le mâle holotype mesure 35,0 mm et la femelle paratype 41,8 mm.

## Systématique et taxinomie
Cette espèce a été décrite sous le protonyme Vaejovis subtilimanus par Soleglad en 1972. Elle est placée dans le genre Serradigitus par Williams et Berke en 1986 puis dans le genre Stahnkeus par Soleglad et Fet en 2006.

## Publication originale
- Soleglad, 1972 : « Two new scorpions of the Wupatkiensis group of the genus Vejovis (Scorpionida: Vejovidae). » Wasmann Journal of Biology, vol. 30, no 1/2, p. 179-195 (texte intégral).